# Helga, de la vie intime d'une jeune femme
Pour plus de détails, voir Fiche technique et Distribution.
Helga, de la vie intime d'une jeune femme (Helga – Vom Werden des menschlichen Lebens) est un film documentaire allemand réalisé par Erich F. Bender et sorti en 1967. Co-produit par le ministère de la santé allemand, il évoque la contraception, la grossesse et comporte une scène crue d'accouchement, mais n'a pas été interdit aux moins de 18 ans.

## Synopsis
Le film raconte la vie intime d'Helga, une jeune femme allemande. Inexpérimentée, elle veut se marier. Un gynécologue lui parle des rapports sexuels et du contrôle des naissances. Elle tombe enceinte et assiste à un cours pour les futures mamans. La naissance de son premier bébé est montrée en détail. Elle est une mère heureuse et donne naissance à trois autres enfants.

## Fiche technique
- Titre original Helga – Vom Werden des menschlichen Lebens
- Titre français : Helga, de la vie intime d'une jeune femme
- Réalisation : Erich F. Bender
- Production :  Cammer, Rinco Film
- Distribution : 20th Century Fox, American International Pictures (AIP), British Home Entertainment
- Photographie : Fritz Baader (de), Klaus Werner (de)
- Musique : Karl Barthel
- Montage : Monika Pfefferle, Ilse Wüstenhöfer
- Pays de production :  Allemagne de l'Ouest
- Langue originale : allemand
- Format : couleur
- Genre : Documentaire sur la sexualité
- Durée : 77 minutes
- Dates de sortie : 
  - Allemagne de l'Ouest : 22 septembre 1967
  - France : 21 février 1968 (Paris) ; 5 avril 1968 (sortie nationale)

## Distribution
- Ruth Gassmann (de) : Helga
- Eberhard Mondry (de) : le mari d'Helga

## Réception
C'est la première fois qu'un accouchement est montré intégralement à l'écran en Allemagne.
Le film arrive 5e au nombre d'entrées en 1968 en France avec 4,1 millions d'entrées, et plus de 4 millions de spectateurs en Allemagne. Le film reçoit des réactions nuancées de la part d'éducateurs et de médecins.

## Autour du film
Ce film sur l'éducation sexuelle, sorti en France à l'époque des évènements de mai 1968, a été le plus gros succès au box office en France pour un film allemand avec 4 121 349 entrées en 1968. Il a fait encore plus d'entrées dans d'autres pays européens, à l'instar de l'Italie où il a réuni 8 080 808 spectateurs dans les salles, le propulsant en 1re position du box-office italien 1967-68.